# Michel Maffesoli
Michel Maffesoli (Graissessac, 14 de novembro de 1944) é um sociólogo francês conhecido sobretudo pela popularização do conceito de tribo urbana.
Antigo aluno de Gilbert Durand, é professor da Université de Paris-Descartes. Michel Maffesoli construiu uma obra em torno da questão da ligação social comunitária e a prevalência do imaginário nas sociedades pós-modernas. Ele é secretário-geral do Centre de recherche sur l'imaginaire e membro do comitê científico de revistas internacionais, como Social Movement Studies e Sociologia Internationalis.
Michel recebeu o Grand Prix des Sciences Humaines da Academia Francesa em 1992 por seu trabalho La transfiguration du politique. Ele é também vice-presidente do Institut International de Sociologie (I.I.S.), fundado em 1893 por René Worms, e membro do Institut universitaire de France - I.U.F.
Em 2011 recebeu o doutoramento honoris causa da Universidade do Minho.

## Obras
- Logique de la domination, Paris, PUF. (1976)
- avec Pessin A. La violence fondatrice . Paris, Ed. Champ Urbain. (1978).
- La Violence totalitaire, Paris. PUF. (1979) Réed. (1994) La Violence totalitaire. Essai d’anthropologie politique. Paris, Méridiens/Klincksieck. Em português: A Violência totalitária: ensaio de antropologia política Sulina, Porto Alegre, 2001.
- La Conquête du présent. Pour une sociologie de la vie quotidienne. Paris, PUF. (1979)
- La Dynamique sociale. La société conflictuelle . Thèse d'Etat, Lille, Service des publications des thèses.(1981)
- L'Ombre de Dionysos (1982), Le Livre de Poche, rééd. 1991
- Essai sur la violence banale et fondatrice, (1984) Paris, Librairie Méridiens/Klincksieck.
- La Connaissance ordinaire. Précis de sociologie compréhensive. (1985), Paris, Librairie des Méridiens. Em português: O Conhecimento comum: introdução à sociologia compreensiva Sulina, Porto Alegre, 2007.
- La société est plusieurs, in : Une anthropologie des turbulences. Maffesoli M. (sous la direction de) (1985), Berg International Editeurs, 175-180..
- O Tempo das Tribos: o declínio do individualismo nas sociedades de massa. Rio de Janeiro, Forense Universitária, 2006.[3]
- Au creux des apparences. Pour une éthique de l'esthétique.(1990), Paris, Plon. Réed. (1993) Le Livre de Poche,
- La Transfiguration du politique (La Table Ronde, 1992), Le Livre de Poche, 1995. Tradução em português: A Transfiguração do político: a tribalização do mundo Sulina, Porto Alegre, 1997.
- La Contemplation du monde (1993), Le Livre de Poche, 1996.
- Eloge de la raison sensible. Paris, Grasset.(1996)
- Du nomadisme. Vagabondages initiatiques. Paris, Le Livre de Poche, Biblio-Essais,(1997)
- Le mystère de la conjonction. Saint-Clément-de-Rivière, Fata Morgana, 1997. Em português: O Mistério da conjunção: ensaios sobre comunicação, corpo e socialidade Sulina, Porto Alegre, 2005.
- La part du diable précis de subversion postmoderne, Flammarion (2002)
- Le rythme de vie - Variation sur l'imaginaire post-moderne, Paris, Ed. Table Ronde, Collection Contretemps, 2004, 260 pages.
- O ritmo da vida: variações sobre o imaginário pós-moderno, Rio de Janeiro, Ed. Record, 2007.
- O instante eterno: o retorno no trágico nas sociedades pós-modernas, São Paulo, Zouk, 2003.
- Pouvoir des hauts lieux (14p.) dans Pierre Delorme (dir.) La ville autrement, Ste-Foy, Ed. Presse de l'Université du Québec, 2005, 300 pages.
- Le réenchantement du monde - Morales, éthiques, déontologies, Paris, Ed. Table Ronde, 2007.
- Iconologies. Nos idol@tries postmodernes, Paris, Albin Michel, 2008.
- Après la modernité ? - La conquête du présent, La violence totalitaire, La logique de la domination, Paris, Editions du CNRS, coll. Compendium, 2008.
- La République des bons sentiments, Editions du Rocher, 2008.
- Apocalypse, Paris, Editions du CNRS, Coll. Débats, 2009. Em Português: Apocalipse: opinião pública e opinião publicada. Sulina, Porto Alegre, 2010.
- Les Nouveaux bien-pensants, [Hélène Stroh]. Éditions du Moment, Paris, 2013. Em português:  O Conformismo dos intelectuais. Sulina, Porto Alegre, 2015.